# Список министров продовольствия и сельского хозяйства Германии
В список включены главы федерального министерства продовольствия и сельского хозяйства Германии и учреждений, выполнявших соответствующие функции. Список охватывает исторический период со времён кайзеровской Германии по настоящее время.

## Статс-секретари министерства продовольствия Германской империи, 1916—1918

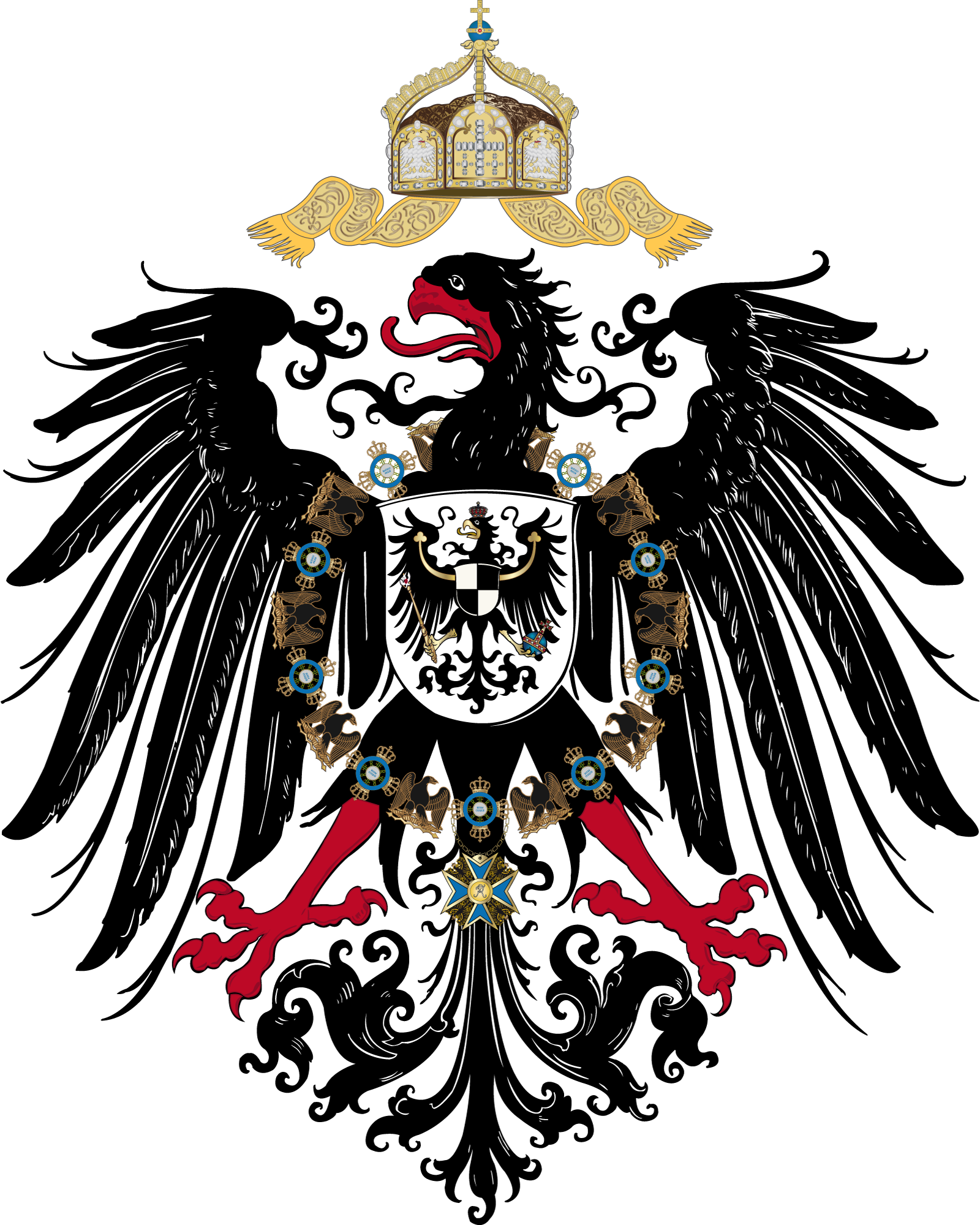
Герб Германской империи

| Имя                                 | Дата вступления в должность | Дата снятия с должности | Партия |
| ----------------------------------- | --------------------------- | ----------------------- | ------ |
| Адольф Тортилович фон Батоцки-Фрибе | 22 мая 1916                 | 6 августа 1917          | -      |
| Вильгельм фон Вальдов               | 6 августа 1917              | 9 ноября 1918           | -      |
| Эмануэль Вурм                       | 14 ноября 1918              | 13 февраля 1919         | НСДПГ  |

## Министры продовольствия Веймарской республики, 1919—1933

Герб Веймарской республики

| Имя               | Дата вступления в должность | Дата снятия с должности | Партия |
| ----------------- | --------------------------- | ----------------------- | ------ |
| Роберт Шмидт      | 13 февраля 1919             | 26 марта 1920           | СДПГ   |
| Андреас Гермес    | 27 марта 1920               | 10 марта 1922           | Центр  |
| Антон Фер         | 31 марта 1922               | 21 ноября 1922          | БКЛ    |
| Карл Мюллер       | 22 ноября 1922              | 25 ноября 1922          | Центр  |
| Ганс Лютер        | 1 декабря 1922              | 4 октября 1923          | -      |
| Герхард фон Каниц | 6 октября 1923              | 5 декабря 1925          | -      |
| Генрих Хаслинде   | 19 января 1926              | 17 декабря 1926         | Центр  |
| Мартин Шиле       | 28 января 1927              | 12 июня 1928            | НННП   |
| Герман Дитрих     | 28 июня 1928                | 27 марта 1930           | НДП    |
| Мартин Шиле       | 30 марта 1930               | 30 мая 1932             | ХНКФП  |
| Магнус фон Браун  | 1 июня 1932                 | 28 января 1933          | НННП   |

## Министры продовольствия Третьего рейха, 1933—1945

Герб Третьего рейха

| Имя               | Дата вступления в должность | Дата снятия с должности | Партия |
| ----------------- | --------------------------- | ----------------------- | ------ |
| Альфред Гугенберг | 30 января 1933              | 26 июня 1933            | НННП   |
| Рихард Дарре      | 29 июня 1933                | 16 мая 1942             | НСДАП  |
| Герберт Бакке     | 23 мая 1942                 | 23 мая 1945             | НСДАП  |

## Министры продовольствия, сельского и лесного хозяйстваФедеративной Республики Германии, 1949—1990

Герб ФРГ

| Имя              | Дата вступления в должность | Дата снятия с должности | Партия |
| ---------------- | --------------------------- | ----------------------- | ------ |
| Вильгельм Никлас | 20 сентября 1949            | 20 октября 1953         | ХСС    |
| Генрих Любке     | 20 октября 1953             | 15 сентября 1959        | ХДС    |
| Вернер Шварц     | 14 октября 1959             | 26 октября 1965         | ХДС    |
| Герман Хёхерль   | 26 октября 1965             | 21 октября 1969         | ХСС    |
| Йозеф Эртль      | 22 октября 1969             | 17 сентября 1982        | СвДП   |
| Бьёрн Энгхольм   | 17 сентября 1982            | 1 октября 1982          | СДПГ   |
| Йозеф Эртль      | 4 октября 1982              | 29 марта 1983           | СвДП   |
| Игнац Кихле      | 30 марта 1983               | 2 октября 1990          | ХСС    |

## Министры сельского хозяйства Германской Демократической Республики, 1949—1990

### Министры сельского хозяйства и лесной промышленности

Герб ГДР

| Имя               | Дата вступления в должность | Дата снятия с должности | Партия |
| ----------------- | --------------------------- | ----------------------- | ------ |
| Эрнст Гольденбаум | 11 октября 1949             | 8 ноября 1950           | ДКПГ   |
| Пауль Шольц       | 8 ноября 1950               | 1 мая 1952              | ДКПГ   |
| Вильгельм Шрёдер  | 1 мая 1952                  | 16 мая 1953             | ДКПГ   |
| Ганс Рейхельт     | 16 мая 1953                 | 1 ноября 1953           | ДКПГ   |
| Пауль Шольц       | 1 ноября 1953               | 19 марта 1955           | ДКПГ   |
| Ганс Рейхельт     | 19 марта 1955               | 1 марта 1960            | ДКПГ   |

### Министр сельского хозяйства, учёта и лесной промышленности
| Имя           | Дата вступления в должность | Дата снятия с должности | Партия |
| ------------- | --------------------------- | ----------------------- | ------ |
| Ганс Рейхельт | 1 марта 1960                | 6 февраля 1963          | ДКПГ   |

В 1963—1972 годах министерство сельского хозяйства было расформировано и преобразовано в Сельскохозяйственный совет ГДР. В течение этого времени его председателем являлся Георг Эвальд.

### Министры сельского, лесного хозяйства и пищевой промышленности
| Имя          | Дата вступления в должность | Дата снятия с должности | Партия |
| ------------ | --------------------------- | ----------------------- | ------ |
| Георг Эвальд | 1 января 1972               | 17 сентября 1973        | СЕПГ   |
| Хайнц Куриг  | 3 октября 1973              | 3 декабря 1982          | СЕПГ   |
| Бруно Лиц    | 3 декабря 1982              | 7 ноября 1989           | СЕПГ   |
| Ганс Ватцек  | 18 ноября 1989              | 12 апреля 1990          | ДКПГ   |

### Министры продовольствия, сельского и лесного хозяйства
| Имя           | Дата вступления в должность | Дата снятия с должности | Партия    |
| ------------- | --------------------------- | ----------------------- | --------- |
| Питер Поллак  | 12 апреля 1990              | 16 августа 1990         | -         |
| Готфрид Хашке | 20 апреля 1990              | 2 октября 1990          | ХДС в ГДР |

## Министры продовольствия Федеративной Республики Германия, 1990-сегодня

Герб ФРГ

### Министры продовольствия, сельского и лесного хозяйства
| Имя              | Дата вступления в должность | Дата снятия с должности | Партия |
| ---------------- | --------------------------- | ----------------------- | ------ |
| Игнац Кихле      | 3 октября 1990              | 21 января 1993          | ХСС    |
| Йохен Борхерт    | 21 января 1993              | 26 октября 1998         | ХДС    |
| Карл-Хайнц Функе | 27 октября 1998             | 12 января 2001          | СДПГ   |

### Министры защиты прав потребителей, продовольствия и сельского хозяйства
| Имя           | Дата вступления в должность | Дата снятия с должности | Партия  |
| ------------- | --------------------------- | ----------------------- | ------- |
| Ренате Кюнаст | 12 января 2001              | 4 октября 2005          | Зелёные |
| Юрген Триттин | 4 октября 2005              | 18 октября 2005         | Зелёные |

### Министры продовольствия, сельского хозяйства и защиты прав потребителей
| Имя            | Дата вступления в должность | Дата снятия с должности | Партия |
| -------------- | --------------------------- | ----------------------- | ------ |
| Хорст Зеехофер | 22 ноября 2005              | 27 октября 2008         | ХСС    |
| Ильзе Айгнер   | 31 октября 2008             | 30 сентября 2013        | ХСС    |

### Министры продовольствия и сельского хозяйства
| Имя                | Дата вступления в должность                | Дата снятия с должности | Партия  |
| ------------------ | ------------------------------------------ | ----------------------- | ------- |
| Ханс-Петер Фридрих | 17 декабря 2013 (и. о. с 30 сентября 2013) | 17 февраля 2014         | ХСС     |
| Кристиан Шмидт     | 17 февраля 2014                            | 14 марта 2018           | ХСС     |
| Юлия Клёкнер       | 14 марта 2018                              | 8 декабря 2021          | ХДС     |
| Джем Оздемир       | 8 декабря 2021                             | в должности             | Зелёные |